# Alliance française de Chicago
Pour les autres branches de l'AF, voir Alliance française.
L'Alliance française de Chicago (AFC) est une organisation américaine à but non lucratif basée à Chicago, dans l'Illinois. Elle fait partie du réseau international de l'Alliance française (AF). Fondée en 1897, l'Alliance française de Chicago est l'une des plus anciennes branches de l'AF. Son siège est situé au 810 North Dearborn Street dans le secteur de Near North Side, non loin du prestigieux Magnificent Mile et du secteur financier du Loop.

## Présentation
L'Alliance française de Chicago a été créée pour promouvoir la culture française et la langue française dans la région métropolitaine de Chicago et plus généralement la région du Midwest. La francophonie est un signe tangible de la présence historique française dans la région, Chicago se compose aussi d'une communauté catholique Francophone.
David Horn est le président actuel du conseil de l'Alliance française de Chicago. Mary Ellen Connellan en est la directrice générale.

## Description
L'Alliance française de Chicago, créée à la fin du XIXe siècle, fait partie d'un réseau international de plus de 1 100 Alliances et centres culturels affiliés dans le monde. C'est la deuxième plus ancienne et la deuxième plus grande alliance française des États-Unis après le French Institute Alliance Française basé à New York. L'histoire de l'Alliance comprend une longue liste d'éminents Chicagoans, datant de sa fondation en 1897, qui ont siégé au conseil d'administration et au conseil des femmes de l'Alliance.
Le siège de l'Alliance française de Chicago est ouvert au public et se compose de deux bâtiments d'époque rénovés reliés par un jardin intime. Cette oasis au cœur de Chicago offre le cadre idéal pour les divers programmes et événements organisés par l'association. Jusqu'en 1983, les bureaux du siège de l'Alliance se trouvaient dans le Fine Arts Building (sur South Michigan Avenue) juste en face de Grant Park. Les activités initiales de l'Alliance comprenaient des cours de langue, des conférences et une bibliothèque de prêt de livres et de documents en français. Le Cercle_, un salon des causeries littéraires, offrait une occasion unique d'entendre et de parler français. Au début des années 1900, l'Alliance s'est jointe à l'Art Institute of Chicago et à l'Université de Chicago pour se développer dans des espaces d'enseignements qualitatifs.

Le drapeau de l'Alliance française de Chicago est un mixte entre le drapeau de Chicago (dont les éléments repris sont les quatre étoiles rouges à six pointes alignées sur une bande centrale blanche horizontale) et le drapeau de la France (bandes verticales tricolore constituant le fond du drapeau).

Au fur et à mesure que les activités de l'Alliance se développèrent, l'organisation a continué à se déplacer vers des espaces plus grands et, en 1983, elle a finalement trouvé son domicile actuel au 810 North Dearborn Street dans le quartier de River North (secteur de Near North Side). L'École Boulle, une école supérieure des arts appliqués située à Paris, a choisi le nouveau siège de l'Alliance de Chicago pour un projet de rénovation à l'occasion du centenaire de l'École. Les conceptions architecturales, particulièrement françaises, ont été complétées par des meubles français et comprenaient le pavage de la promenade devant le 810 North Dearborn Street avec des pavés importés de Paris. Aujourd'hui, la salle de réunion du quatrième étage reste l'exemple le plus représentatif du décor Boulle.
L'immeuble attenant au 54 West Chicago Avenue a été acquis en 1997 grâce à un don du gouvernement français (sous la présidence de Jacques Chirac), suivi d'une campagne de financement menée par des membres visionnaires du conseil d'administration pour rénover l'espace nouvellement acquis. L'auditorium du rez-de-chaussée, le salon, les salles de classe à l'étage, la cuisine d'enseignement ultramoderne, l'espace de bibliothèque rénové et Chez Kids Academy témoignent tous de ces plans ambitieux et réussis pour étendre la portée de l'Alliance à Chicago en tant que centre de langue française et de la culture francophone.

## École française
L'Alliance propose des classes de petite taille pour tous les niveaux de français tout au long de l'année. Des tests de niveau gratuits sont disponibles pour les étudiants qui souhaitent évaluer leur niveau et déterminer la classe qui leur convient. L'Alliance met en œuvre les normes éducatives franco-américaines (cadres AF) pour s'assurer que des objectifs d'apprentissage clairs sont fixés et atteints.
Les cours sont dispensés exclusivement en français et mettent l'accent sur tous les aspects de l'acquisition de la langue : grammaire, vocabulaire, compréhension, prononciation, etc. Les enseignants sont natifs ou bilingues et certifiés pour enseigner le français comme langue étrangère. L'Alliance propose des sessions de cours de quatre et huit semaines à sept niveaux d'études différents.

## Programmes culturels
L'Alliance propose une grande variété de programmes culturels tout au long de l'année. L'offre phare, parmi les nombreux programmes proposés par l'Alliance, est la rétrospective cinématographique annuelle. Chaque année, une nouvelle facette du cinéma français est explorée, et des personnalités de Chicago sont invitées à partager leurs réflexions et leurs regards sur les films.
Aujourd'hui, l'Alliance française de Chicago poursuit sa longue tradition d'amener des conférenciers à Chicago, notamment des auteurs, des cinéastes et des réalisateurs, des vignerons, des chefs, des designers, des historiens, des acteurs et des artistes de la scène. L'organisation rapporte avoir près de 2 000 membres et plus de 3 500 inscriptions tout au long de l'année.

## Personnalités liées à l'Alliance
Parmi les personnalités littéraires qui ont donné des conférences à l'Alliance, citons Simone de Beauvoir, André Maurois, Jean Giraudoux, Michel Butor, Philippe Claudel, le prix Nobel Jean-Marie Gustave Le Clézio et François Nourissier, qui devint plus tard président de l'Académie Goncourt, ainsi que les philosophes Henri Bergson, Jacques Maritain et l'ancien ministre de la justice Robert Badinter. Des professeurs de la Sorbonne et d'autres grandes universités françaises ont donné des conférences dans leur domaine d'expertise lors d'un certain nombre d'événements organisés par l'Alliance.
L'Alliance a accueilli des personnalités telles que les grands couturiers Pierre Balmain et Hubert de Givenchy. Les arts du spectacle ont été représentés par Sarah Bernhardt, Edith Piaf, Margot Fonteyn, Rudolf Nureyev, Maurice Chevalier, Marcel Marceau, George Balanchine, Yul Brynner, Maria Callas, Régine Crespin, Sean Connery et Audrey Hepburn. Afin d'encourager l'appréciation du théâtre français, l'Alliance, en partenariat avec le Chicago Shakespeare Theatre, a joué un rôle déterminant dans l'organisation de représentations de la Comédie Française à Chicago.